# Coloradopartiet

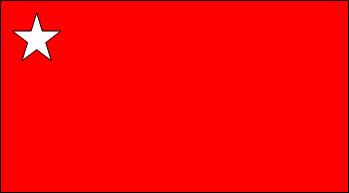
Coloradopartiets flagga

Coloradopartiet, egentligen Asociación Nacional Republicana - Partido Colorado (ANR-PC) men mest känt under namnet Partido Colorado, är ett politiskt parti i Paraguay, grundat den 11 september 1887 av Bernardino Caballero.
Coloradopartiet styrde landet under perioderna 1887 - 1904 och 1946 - 2008. Från 1947 till 1962 var partiet det enda tillåtna partiet i Paraguay och utgjorde, tillsammans med militären, de två pelare som bar upp Stroessner-regimen. 
I presidentvalet i april 2008, förlorade partiets presidentkandidat Blanca Ovelar kampen mot den förre biskopen Fernando Lugo. Därmed bröts ett 62 år långt maktinnehav, som då var världsrekord i att ha suttit längst vid makten (två år längre än Kinas kommunistiska parti).